# منتخب كمبوديا لكأس ديفيز
منتخب كمبوديا لكأس ديفيز هو ممثل كمبوديا الرسمي في كرة المضرب في كأس ديفيز.